# 袁昌选
袁昌选（1972年3月—），贵州天柱人，侗族，无党派人士。中华人民共和国政治人物、第十三届全国人民代表大会贵州省代表。

## 生平
2018年，袁昌选被选为贵州省出席第十三届全国人民代表大会代表。